# 1842
1842 (MDCCCXLII) byl rok, který dle gregoriánského kalendáře započal sobotou.

## Události
- 8. května – Při železniční nehodě mezi Versailles a Paříží zahynulo přes 50 lidí.
- 29. srpna – V čínském Nankingu byla podepsána mírová smlouva mezi Čínou a Spojeným královstvím, která ukončila první opiovou válku.
- 9. září – pojmenován Howlandův ostrov.
- Spojené království anektovalo Hongkong.
- 5. října – Bavorský sládek Josef Groll uvařil v Plzni nový typ piva (pivo plzeňského typu).
- 26. listopadu – Císař Ferdinand I. povolil vybudování Severní státní dráhy z Olomouce přes Českou Třebovou do Prahy a Drážďan.
- Británie se zmocnila Labuánu na Borneu.
- Búrové vyhlásili Oranžský svobodný stát.

### Probíhající události
- 1817–1864 – Kavkazská válka
- 1839–1842 – První opiová válka
- 1839–1842 – První anglo-afghánská válka

## Vědy a umění
- První pozorování chromozómu (Karl Wilhelm von Nägeli).
- Britský anatom a paleontolog Richard Owen dal jedné populární skupině pravěkých plazů název Dinosauria (dinosauři).
- Anglický chemik John Robert Lawes patentoval výrobu hnojiva superfosfátů.
- 9. března – V milánské La Scale byla uvedena premiéra opery Nabucco skladatele Giuseppe Verdiho.
- Americký spisovatel Edgar Allan Poe vydal povídku Jáma a kyvadlo.
- Ruský spisovatel Nikolaj Vasiljevič Gogol vydal román Mrtvé duše.

## Narození

### Česko
- 15. března – Josef V. Pokorný, vlastenecký básník († 2. února 1933)
- 3. dubna – Georg Habermann, poslanec Českého zemského sněmu († 12. března 1918)
- 3. května – Jan Pánek, kanovník olomoucké kapituly, děkan teologické fakulty († 10. ledna 1899)
- 17. března – Josef Vincenc Novák, průmyslník a sběratel umění († 10. června 1918)
- 16. května – Jan Tuček, varhanář († 20. července 1913)
- 17. května – Václav Mára, dřevorytec († 3. června 1902)
- 30. května – Johann Ledebur-Wicheln, šlechtic a politik († 14. května 1903)
- 7. června – Josef Štěpánek, historik a spisovatel († 29. března 1915)
- 25. června – Julius Roth, filolog, autor jazykových učebnic († 29. listopadu 1904)
- 29. června
  - Josef Labor, klavírista, varhaník, hudební skladatel a pedagog († 26. dubna 1924)
  - Josef Wünsch, pedagog a cestovatel († 20. listopadu 1907)
- 11. července – Alfréd z Lichtenštejna, česko-rakouský šlechtic († 8. října 1907)
- 20. července – Hieronymus Ferdinand z Colloredo-Mannsfeldu, šlechtic a politik († 29. července 1881)
- 30. července – Vojtěch Hřímalý mladší, houslista a skladatel († 15. června 1908)
- 1. srpna – Titus Krška, zakladatel prvního českého sboru dobrovolných hasičů († 24. října 1900)
- 15. srpna – Michael Rafael Pavel, knihovník a historik převor vyšebrodského kláštera († 14. února 1900)
- 20. září – Gabriel Blažek, matematik († 6. prosince 1910)
- 24. září – Václav Peták, purkmistr Plzně († 19. listopadu 1917)
- 29. září – Matouš Václavek, pedagog a spisovatel († 2. prosince 1908)
- 3. října – Adolf Chlumský, evangelický farář v USA († 1. února 1919)
- 8. října – Čeněk Vyhnis, filolog, novinář a překladatel († 23. března 1897)
- 16. října – Meinrad Siegl, opat kláštera v Oseku u Duchcova († 6. listopadu 1911)
- 24. října – Josef Nešvera, hudební skladatel († 12. dubna 1914)
- 28. října – František Xaver Kryštůfek, teolog, rektor Univerzity Karlovy († 25. ledna 1916)
- 31. října – Wolfgang Kusý, právník a politik († 31. ledna 1886)
- 2. listopadu – Josef Wohanka, šlechtitel a politik († 2. ledna 1931)
- 3. listopadu – Karel Chotovský, katolický kněz a spisovatel († 2. dubna 1897)
- 20. listopadu – Kristian Petrlík, profesor inženýrského stavitelství, rektor ČVUT († 31. března 1908)
- 23. listopadu – František Augustin Urbánek, hudební nakladatel a knihkupec († 4. prosince 1919)
- 25. listopadu – Karel Konrád, kněz, historik české duchovní hudby († 3. listopadu 1894)
- 28. prosince – Franz Kindermann, lékař a politik († 3. dubna 1921)

### Svět

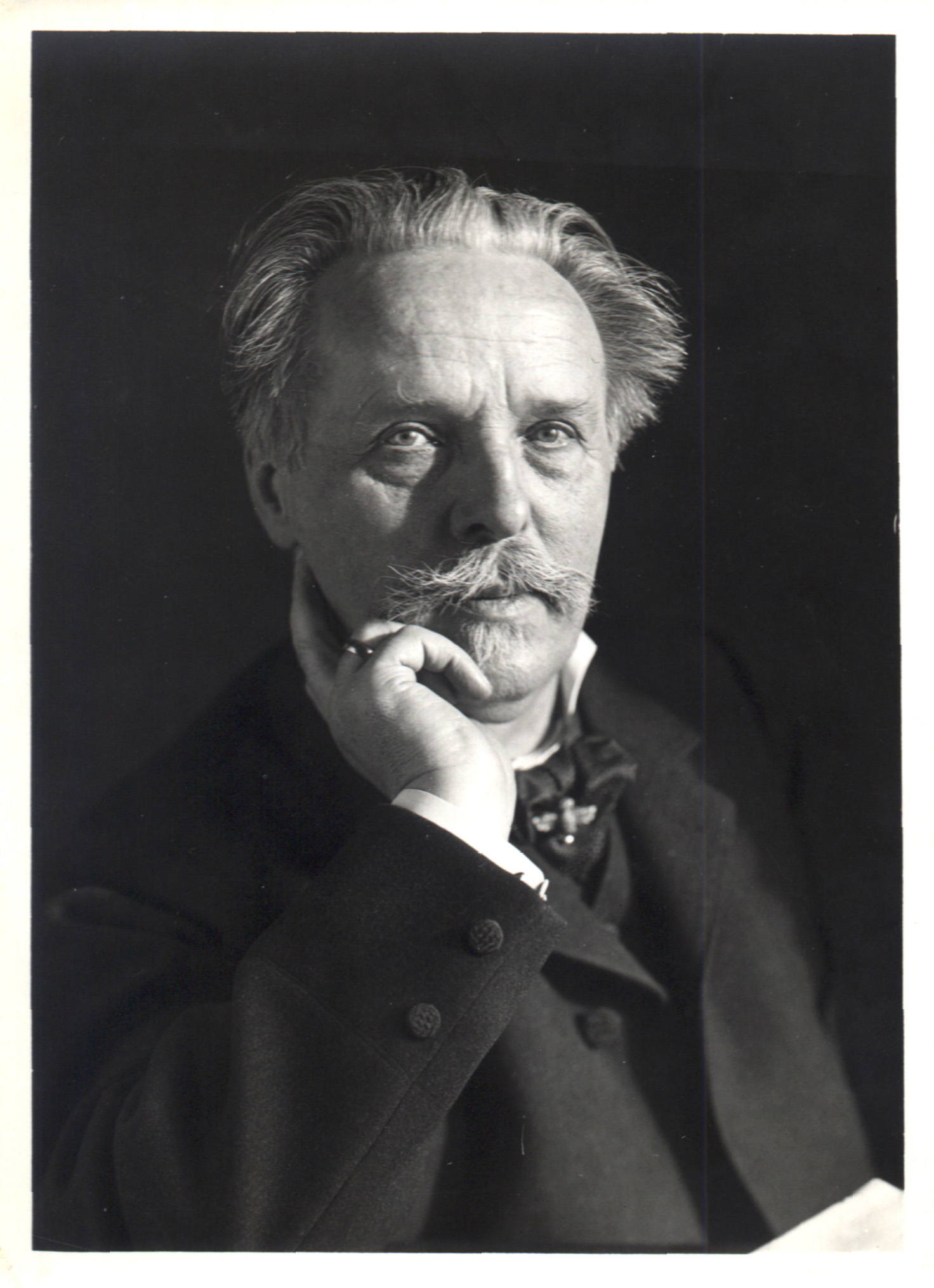
Karel May (* 25. února)

- 4. ledna – Georg Brandes, dánský myslitel a literární kritik († 19. ledna 1927)
- 6. ledna – Vladimir de Repta, pravoslavný arcibiskup černovický, politik a teolog († 24. dubna 1926)
- 11. ledna – William James, americký psycholog († 26. srpna 1910)
- 15. ledna
  - Paul Lafargue, politický aktivista, zeť Karla Marxe († 26. listopadu 1911)
  - Josef Breuer, rakouský psychiatr († 20. června 1925)
  - Svatá Mary MacKillopová, australská řeholnice, která pečovala o vzdělání chudých († 8. srpna 1909)
- 16. ledna – Wilhelm Emil Fein, německý podnikatel a konstruktér († 6. října 1898)
- 19. ledna – Konrad Eubel, německý mnich a historik († 5. února 1923)
- 27. leden – Archip Ivanovič Kuindži, ruský malíř řeckého původu († 24. července 1910)
- 28. ledna – Alexandre-Jacques Chantron, francouzský malíř a fotograf († 1918)
- 7. února – Refia Sultan, osmanská princezna a dcera sultána Abdulmecida I. († 4. ledna 1880)
- 14. února – Gottfried Schenker, švýcarský podnikatel († 26. listopadu 1901)
- 23. února – Eduard von Hartmann, německý filozof († 5. června 1906)
- 24. února – Arrigo Boito, italský spisovatel, básník, novinář a hudební skladatel († 10. června 1918)
- 25. února – Karel May, německý spisovatel († 30. března 1912)
- 26. února – Camille Flammarion, francouzský astronom a spisovatel († 7. června 1925)
- 2. března – Enrique Gaspar y Rimbau, španělský diplomat a spisovatel († 7. září 1902)
- 13. března – Karol Brančík, slovenský lékař a přírodovědec († 18. listopadu 1915)
- 18. března – Stéphane Mallarmé, francouzský symbolistický básník a překladatel († 9. září 1898)
- 19. března – Jozef Miloslav Hurban, slovenský literát, čelná postava slovenského národního obrození. († 21. února 1888)
- 22. března – Mykola Lysenko, ukrajinský hudební skladatel († 6. listopadu 1912)
- 25. března – Antonio Fogazzaro, italský spisovatel († 7. března 1911)
- 2. dubna – svatý Dominik Savio, patron ministrantů († 9. března 1857)
- 4. dubna – Édouard Lucas, francouzský matematik († 3. října 1891)
- 11. dubna – Edmond Audran, francouzský varhaník a operetní skladatel († 17. srpna 1901)
- 28. dubna – Gaston Orleánský, hrabě z Eu, francouzský a brazilský princ z dynastie Bourbon-Orléans († 28. srpen 1922)
- 7. května – Antonín Hlaváček, rakouský malíř († 16. ledna 1926)
- 12. května – Jules Massenet, francouzský skladatel († 13. srpna 1912)
- 13. května – Arthur Sullivan, anglický operetní skladatel († 22. listopadu 1900)
- 15. května – Ludvík Viktor Habsbursko-Lotrinský, rakouský arcivévoda († 18. ledna 1919)
- 20. května – Alexandr Ivanovič Vojejkov, ruský cestovatel, geograf a meteorolog († 9. února 1916)
- 23. května – Maria Konopnicka, polská spisovatelka († 8. října 1910)
- 19. června – Carl Zeller, rakouský operetní skladatel († 17. srpna 1898)
- 22. června – João Barbosa Rodrigues, brazilský botanik († 6. března 1909)
- 24. června – Ambrose Bierce americký novinář a spisovatel († po 26. prosinci 1913)
- 4. července – Hermann Cohen, německý židovský filosof († 4. dubna 1918)
- 9. července – Clara Louise Kellog, americká sopranistka a divadelní ředitelka († 13. května 1916)
- 10. července – Adolphus Busch, americký pivovarník, zakladatel koncernu Anheuser-Busch († 10. října 1913)
- 17. července – Georg von Schönerer, rakouský politik († 14. prosince 1921)
- 26. července – Alfred Marshall, britský ekonom († 13. července 1924)
- 14. srpna – Jean Gaston Darboux, francouzský matematik († 23. února 1917)
- 29. srpna – Carl Millöcker, rakouský operetní skladatel († 31. prosince 1899)
- 7. září – Johannes Zukertort, německý šachový mistr († 20. června 1888)
- 20. září – Sir James Dewar, skotský chemik a fyzik († 27. března 1923)
- 21. září – Abdulhamid II., turecký sultán († 10. února 1918)
- 26. září – Saxton Payson, americký esperantský spisovatel († 22. září 1932)
- 1. října – Charles Cros, francouzský básník a vynálezce († 9. září 1888)
- 26. října
  - Zdenko Schücker, rakouský politik († 4. prosince 1904)
  - Vasilij Vasiljevič Věreščagin, ruský malíř († 13. dubna 1904)
- 11. listopadu – Alexandra Žukovská, ruská dvorní dáma a milenka velkoknížete Alexeje Alexandroviče Romanova († 26. srpna 1899)
- 12. listopadu – John William Strutt, 3. baron Rayleigh, anglický fyzik († 30. června 1919)
- 22. listopadu – José-María de Heredia, francouzský básník († 3. října 1905)
- 8. prosince – Alphonse Louis Nicolas Borrelly, francouzský astronom († 28. února 1926)
- 9. prosince – Petr Kropotkin, ruský geograf, geolog a anarchista († 8. února 1921)
- 17. prosince – Sophus Lie, norský matematik († 18. února 1899)
- 31. prosince – Giovanni Boldini, italský malíř († 11. července 1931)
- ? – Henri Chabrillat, francouzský spisovatel a libretista († 1893)
- ? – George M. Bretz, americký fotograf († 1895)
- ? – George Robert Crotch, britský entomolog († 1874)
- ? – Wilhelm Lundberg, finský fotograf († 1882)

## Úmrtí

### Česko
- 5. ledna – Jiří Opočenský, kazatel a spisovatel (* 21. ledna 1781)
- 21. února – Vojtěch Živný, hudebník a pedagog (* 13. května 1756)
- 2. března – František Preiss, jihlavský malíř (* 29. března 1797)
- 4. července – Nehemias Trebitsch, moravsko-slezský zemský rabín (* 14. srpna 1779)
- 9. července – Johann Karl Nestler, moravsko-slezský profesor zemědělství (* 16. prosince 1783)
- 1. září – Antonín Bedřich I. Mitrovský, osvícenec a úředník (* 20. května 1770)
- 5. listopadu – Salesius Krügner, opat kláštera v Oseku u Duchcova (* 26. července 1781)
- 19. listopadu – Maria Waichard Trauttmansdorff, rakouský církevní hodnostář činný v Olomouci (* 18. dubna 1760)
- 25. prosince – Bedřich Diviš Weber, hudební skladatel, hudební vědec a pedagog (* 9. října 1766)

### Svět

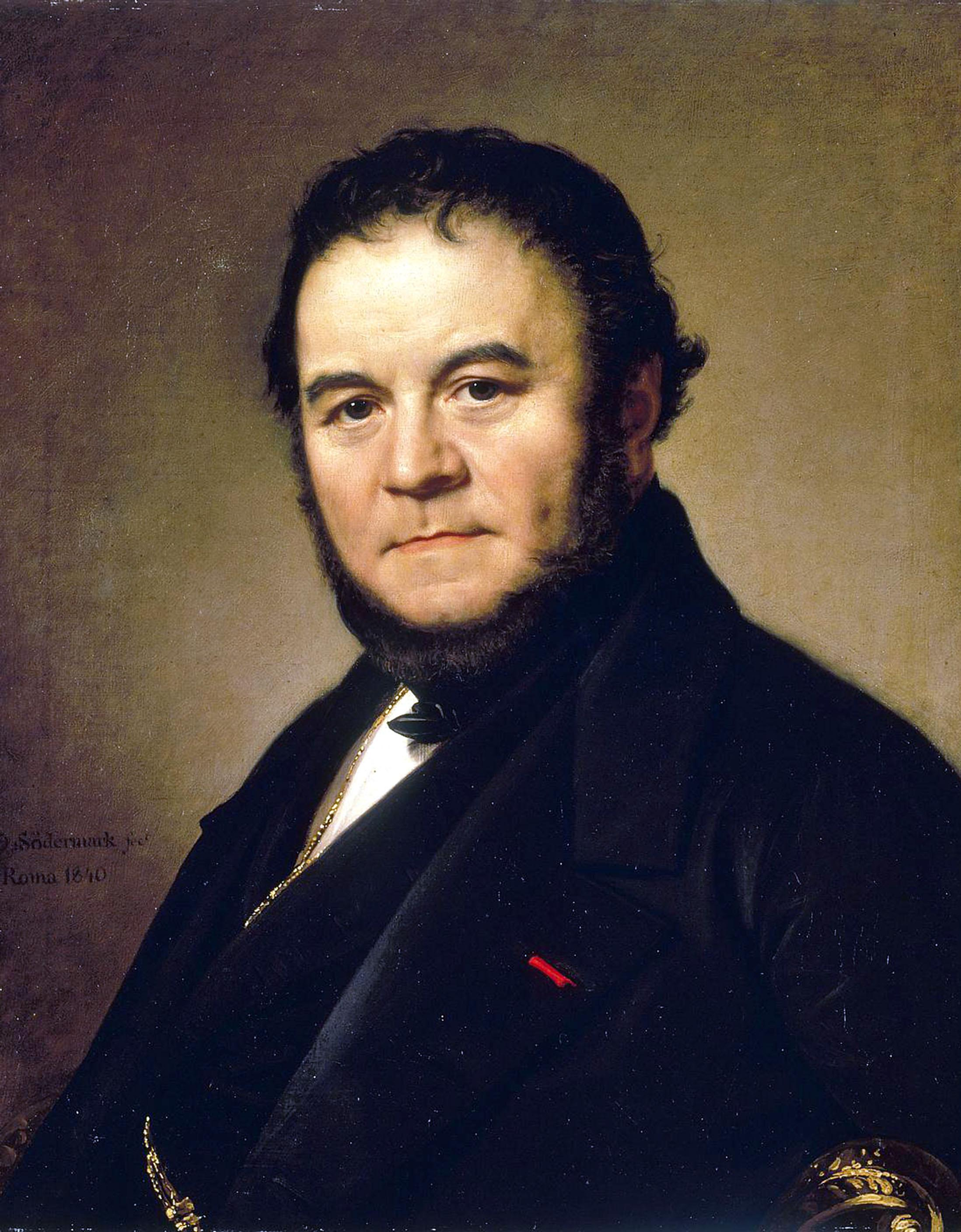
Stendhal († 23. ledna)

- 16. ledna – Thomas Fearnley, norský malíř (* 27. prosince 1802)
- 27. ledna – Aaron Narcissov, ruský biskup a spisovatel (* ? 1781)
- 29. ledna – Pierre Cambronne, francouzský generál (* 26. prosince 1770)
- 6. března – Constanze Mozartová, manželka W. A. Mozarta (* 5. ledna 1762)
- 7. března – Pavel Fridrich Meklenbursko-Zvěřínský, meklenbursko-zvěřínský velkovévoda (* 15. září 1800)
- 15. března – Luigi Cherubini, italský skladatel (* 14. září 1760)
- 23. března – Stendhal, francouzský spisovatel, vl. jménem Marie-Henri Beyle (* 23. ledna 1783)
- 30. března – Élisabeth Vigée-Lebrun, francouzská malířka (* 16. dubna 1755)
- 11. dubna – Sándor Kőrösi Csoma, maďarský filolog a orientalista (* 27. března 1784)
- 14. dubna – Alexandre Aguado, španělský bankéř (* 29. června 1784)
- 20. dubna – Bon-Adrien-Jeannot de Moncey, francouzský generál (* 31. července 1754)
- 22. dubna – Henry Conwell, irský katolický duchovní, od roku 1819 druhý biskup philadelphský (* 1745/1748)
- 28. dubna – Charles Bell, skotský anatom, chirurg a teolog (* 12. listopadu 1774)
- 8. května – Jules Dumont d'Urville, francouzský mořeplavec a přírodovědec (* 23. května 1790)
- 23. května – José de Espronceda, španělský básník (* 25. března 1808)
- 8. července – Elizabeth Armistead, britská kurtizána (* 11. července 1750)
- 25. července – Dominique Jean Larrey, francouzský vojenský lékař a chirurg (* 8. července 1766)
- 28. července – Clemens Brentano, německý básník (* 8. září 1778)
- 30. července – Josef Václav z Lichtenštejna, rakouský duchovní a generál (* 21. srpna 1767)
- 10. září – Letitia Christian Tylerová, manželka 10. prezidenta USA Johna Tylera (* 12. listopadu 1790)
- 13. října – Wilhelm Gesenius, německý orientalista (* 3. února 1786)
- 20. října – Allan Cunningham, skotský básník a spisovatel (* 7. prosince 1784)
- 24. října – Bernardo O'Higgins, chilský bojovník za nezávislost (* 20. srpna 1778)
- 2. listopadu – Anthony Carlisle, anglický chirurg (* 15. února 1768)
- 10. listopadu – Alexej Vasiljevič Kolcov, ruský romantický básník (* 15. října 1809)

## Hlavy států
- Francie – Ludvík Filip (1830–1848)
- Království obojí Sicílie – Ferdinand II. (1830–1859)
- Osmanská říše – Abdülmecid I. (1839–1861)
- Prusko – Fridrich Vilém IV. (1840–1861)
- Rakouské císařství – Ferdinand I. (1835–1848)
- Rusko – Mikuláš I. (1825–1855)
- Spojené království – Viktorie (1837–1901)
- Španělsko – Isabela II. (1833–1868)
- Švédsko – Karel XIV. (1818–1844)
- USA – John Tyler (1841–1845)
- Papež – Řehoř XVI. (1830–1846)
- Japonsko – Ninkó (1817–1846)
- Lombardsko-benátské království – Rainer Josef Habsbursko-Lotrinský